# Mateo de Toro Zambrano y Ureta

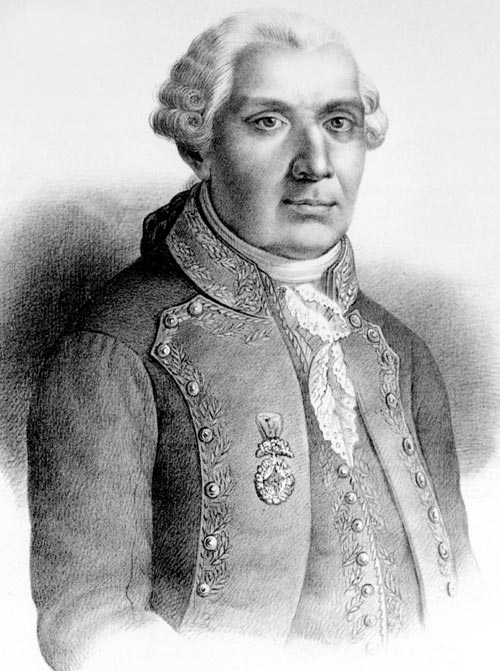
Mateo de Toro Zambrano y Ureta

Mateo de Toro Zambrano y Ureta (* 20. September 1727 in Santiago, Chile; † 26. Februar 1811 ebenda) – in einigen Quellen auch: Mateo de Toro y Zambrano – war ein kreolischer Offizier und Politiker in Chile. 1810 war er der letzte spanische Gouverneur von Chile, bis zu seinem Tod 1811 stand er der Ersten Regierungsjunta Chiles vor. 

## Leben

### Herkunft und Jugend
Gemäß dem Taufregister von Santiago wurde er auf den Namen Matheo getauft. Sein Vater war Carlos José de Toro-Zambrano y Escobar, seine Mutter Jerónima de Ureta y Prado. Die Familie war adeliger Herkunft und zählte zur reichen Oberschicht von Santiago de Chile. Sie waren weitläufig mit der Familie Carrera verwandt. 
Mateo de Toro Zambrano y Ureta heiratete am 3. Mai 1751 María Nicolasa de Valdés y de la Carrera, mit der er zehn Kinder hatte. Seine 1779 erbaute Residenz namens Casa Colorada wird heute als Teil des historischen Erbes der Stadt Santiago als Museum erhalten.

### Karriere
Toro Zambrano machte eine steile Karriere in der Kolonialverwaltung. Er war Inspizient in der Stadtverwaltung von Santiago, später fungierte er als Gemeindevorsteher (spanisch: alcalde) von Santiago und als Stabsoffizier im Generalkapitanat Chile. Er erreichte den Rang eines Feldmarschalls. In seiner Amtsausübung galt er als pflichtbewusst und korrekt.

### Erhebung in den Adelsstand

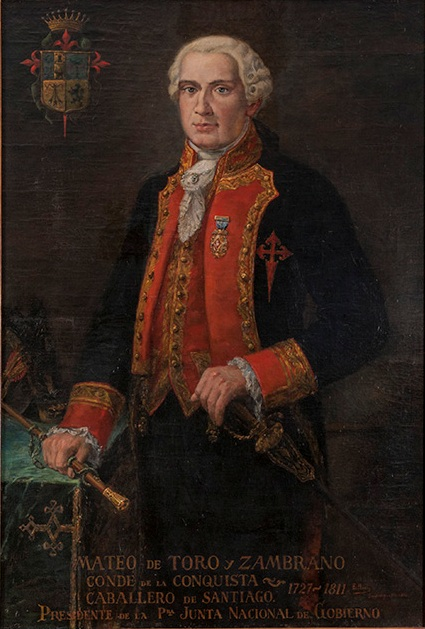
Mateo de Toro Zambrano y Ureta, Conde de la Conquista.

Mit einer Urkunde, die vom 6. März 1770 datiert, wurde er in den Stand eines Grafen (Conde de la Conquista) erhoben. Damit verbunden war die Benennung als Vicomte (Vizcondado previo). Sein ältester Sohn José Gregorio erbte den Titel.

### Gouverneur
Am 16. Juli 1810 übernahm er als ranghöchster Offizier vor Ort das Amt des Gouverneurs, nachdem Francisco Antonio García Carrasco zum Rücktritt gezwungen wurde. Er war der erste in Chile geborene Gouverneur (Kreole).
Zu diesem Zeitpunkt hatten sich die königstreuen Spanier im Mutterland unter einer Junta Suprema Central zusammengefunden, während sie gegen Napoleon kämpften, der ihren König Ferdinand gefangen genommen hatte. Auch in Chile formierte sich zunehmend eine politische Bewegung, die die Einberufung einer örtlichen Junta erreichen wollte. Toro Zambrano war zu diesem Zeitpunkt 82 Jahre alt und hatte vermutlich keine großen politischen Ambitionen mehr. Auf Druck der juntistas berief er eine offene Versammlung über die weitere Regierung Chiles ein. Diese fand am 18. September 1810 in Santiago statt.

### Präsident der Regierungsjunta

Vapen von Toro Zambrano

Die Juntistas stürmten bei der Versammlung das Podium und riefen: „Wir wollen eine Junta! Wir wollen eine Junta!“ (spanisch: "¡Junta queremos! ¡junta queremos!"). Toro Zambrano legte daraufhin seinen Amtsstab auf den Tisch und rief: „Hier ist der Stab, nehmt ihn und regiert!“ (spanisch: "He aquí el bastón. Disponed de él y del mando.")
Die Versammlung wählte daraufhin eine Regierungsjunta und machte Toro Zambrano zu ihrem Präsidenten. Sein Stellvertreter wurde der Bischof von Santiago, José Martínez de Aldunate, der allerdings mit 79 Jahren nur unwesentlich jünger war. Im Amt starb Mateo Toro Zambrano in Santiago am 26. Februar 1811. Der Zambrano Ridge in der Antarktis ist nach ihm benannt.